# Giovanna dos Santos
Giovanna Melo dos Santos (ur. 29 października 2000) – brazylijska judoczka.
Startowała w Pucharze Świata w 2023. Złota medalistka igrzysk Ameryki Południowej w 2022. Pierwsza w drużynie na mistrzostwach panamerykańskich w 2024 roku.